# Harald Hildetand
Harald Hildetann (norreno: Haraldr Hilditönn) lett. "Harald Dente di guerra" tradotto anche come Araldo Dente di battaglia (VII secolo – VIII secolo), fu un re leggendario di Svezia, di Danimarca, Norvegia e della regione della Germania settentrionale chiamata Wendland. 
Secondo il Chronicon Lethrense danese, il suo impero raggiunse il Mar Mediterraneo.

## Nome
Saxo Grammaticus, nelle sue Gesta Danorum, dà due differenti spiegazioni del soprannome di Harald, Dentediguerra. Secondo una tradizione, esso era dovuto al fatto che Harald perse due dei suoi denti in battaglia contro Veseti signore di Scania, e due nuovi denti crebbero al posto dei primi. Saxo poi aggiunge che, secondo un'altra teoria, il nome derivò dal fatto che Harald avesse denti sporgenti. Una terza ipotesi, formulata dagli studiosi, ritiene tuttavia che il nome sia derivato da una parola significante "eroe di guerra".

## Famiglia
Tutte le fonti lo dicono figlio della figlia di Ivar Vidfamne, Auðr Mente-Profonda (ma la Saga di Hervör la chiama Alfhild). Secondo il Sögubrot, la Saga di Njáll e lo Hyndluljóð, Harald era il figlio di Hrœrekr slöngvanbaugi (Spargi-Anelli), re di Zelanda. Il Sögubrot riporta che sua madre sposò in seguito Raðbarðr, re di Garðaríki, e che ebbe da lui un figlio, Randver; tuttavia, secondo la Saga di Hervör, Harald e Randver erano entrambi figli di Valdar e Alfhild. La Saga di Njáll aggiunge che Harald ebbe un figlio, Þrándr hinn gamli (il Vecchio), antenato di uno dei personaggi della saga. Anche il Sögubrot riporta che Harald ebbe un figlio chiamato Þrándr gamli "il Vecchio", ma aggiunge anche un secondo figlio, Hrœrekr slöngvandbaugi "Spargi-Anelli", che apparentemente si chiama proprio come il nonno. Il Landnámabók ci dice che Hrœrekr Spargi-Anelli il Giovane ebbe un figlio chiamato Thorolfr Vaganef, che a sua volta era il padre di Vermund Tono-Piano; Vermund era padre di Valgard, padre di Hrafn lo Stolto, uno dei primi coloni dell'Islanda che si stanziò sulla sua costa meridionale.
Le Gesta Danorum di Saxo Grammaticus non menzionano alcun Ivar Vidfamne e danno due differenti versioni dell'ascendenza di Harald. Prima Saxo scrive che Harald era il figlio del capo scaniano Borkar e di una donna chiamata Gro; poi Saxo sembra essersi dimenticato di questo e scrive che Harald era figlio di Halfdan (figlio di Borkar) e di una donna di nome Gyrid, l'ultima degli Skjöldungar.
Aild Hvitfeldt dice padre di Harald re Rørek di Zelanda, che era stato ucciso da suo suocero, re Ivar Vidfamne di Scania, negli ultimi decenni del VII secolo; Harald Hildetand divenne re dopo la morte di Ivar. Durante il suo lungo regno divenne re di tutta la Danimarca, del Vestfold in Norvegia e di tutta la Svezia meridionale; governò inoltre su Northumberland in Inghilterra e sull'Estonia.

## Reclamando l'eredità
Secondo il Sögubrot, egli lasciò Garðaríki alla morte di suo padre Ivar Vidfamne e si recò in Zelanda, dove fu accettato come re; poi andò in Scania, che la famiglia di sua madre aveva governato, e qui fu ben accolto e gli fu fornito grande aiuto in uomini e armi. Allora guidò la sua flotta in Svezia a reclamare la propria eredità; tuttavia, molti re fantoccio giunsero a reclamare i propri regni, che Ivar aveva loro tolto: questi re fantoccio pensarono che sarebbe stato facile combattere Harald che era appena quindicenne. Harald tuttavia ottenne i domini di suo padre, così alla fine ebbe più terre del padre stesso, e non c'era re in Danimarca o Svezia che non gli pagasse tributi o fosse suo vassallo. Egli sottomise tutta la parte d'Inghilterra che era appartenuta ad Halfdan il Valoroso e poi ad Ivar. In Inghilterra elesse re e jarl che gli pagassero tributi; inoltre nominò Hjörmund figlio di Hjörvard l'Ylfing re di Östergötland. Anche la Saga di Hervör afferma che Harald riprese i domini di suo padre, ma dice che le conquiste cominciarono da Götaland (o Gotland, a seconda dei manoscritti); le Gesta Danorum  invece concordano con il Sögubrot nel dire che le conquiste ebbero inizio in Zelanda.

## La Battaglia del Brávellir
Quando Harald comprese che era sul punto di morire di vecchiaia (aveva 150 anni), annunciò a Sigurðr Hringr che avrebbero dovuto combattere tra di loro una grande battaglia. Il luogo scelto fu la brughiera di Brávellir, e così si svolse la leggendaria Battaglia del Brávellir. Harald sperava di morire in questa battaglia ed andare nel Valhalla invece di morire nel suo letto e finire nel Niflheimr. Sigurðr Hringr giunse per primo sul luogo dello scontro ed ordinò al suo esercito di rimanerci finché non fossero arrivati i Daner; questo richiese tempo, poiché c'erano così tante navi nel Kattegat che si poteva camminare sulle navi attraverso lo stretto dalla Zelanda alla Scania come se ci fosse un ponte. I re incoraggiarono i propri guerrieri ad attaccare senza esitazione; i corni suonarono e si levarono grida di guerra. La battaglia cominciò con uno scambio di lance e frecce e fin da allora, all'inizio dello scontro, il sangue si riversò sul terreno; poi furono sguainate le spade e i guerrieri combatterono corpo a corpo. Stærkod, che combatteva dalla parte di Sigurðr Hringr, lottò prima con Ubbe il Frisone e ricevette da lui sei ferite; poi combatté con una skjaldmö, Veborg, che lo colpì al viso facendogli ciondolare la barba, ma egli sie la strinse tra i denti per tenerla su; poi incontrò un'altra skjaldmö, Visne. "Va' verso la tua morte!" gridò lei "Ora devi morire!"; "No," gridò lui "non prima che voi abbiate perso lo stendardo di re Harald!"; in quel momento le mozzò la mano e proseguì.
Cieco, il vecchio re Harald si gettò nella mischia con una spada per mano e falciò i nemici davanti a sé. Harald cadde in battaglia, qualcuno dice per mano di Odino stesso, insieme a 15 re e 30.000 uomini liberi. Quando Sigurðr Hringr udì che il suo avversario era caduto, diede immediatamente il segnale di cessare la battaglia. Il giorno seguente trovò il corpo di re Harald e lo mise su una pira funeraria con il suo cavallo; Sigurðr Hringr stette di fronte al fuoco ed augurò ad Harald di cavalcare dritto verso il Valhalla ed una sicura dimora per coloro che erano periti. Dopodiché tutti i capi camminarono intorno alla pira gettandovi armi ed oro. Harald Hildetand cadde lo stesso giorno in cui cadde suo figlio Rørek, in una battaglia sempre con Sigurðr Hringr intorno al 770 o 772.
Ad Harald succedette Sigurðr Hringr, il padre di Ragnar Lodbrok.